# Catoria cinygma
Catoria cinygma là một loài bướm đêm trong họ Geometridae.